# Jaime Juez
Jaime Juez Castellà, que firmaba como Xirinius o simplemente con su nombre de pila y su primer apellido, fue un dibujante y caricaturista.

## Biografía

### Inicios profesionales (1921-1939)
Jaime Juez Castellà comenzó su carrera profesional con solo 15 años en la revista El Cine. Bajo la influencia estilística de Juan Junceda y gracias a la recomendación del poeta E.G.C., pudo entrar a trabajar en L'Esquella de la Torratxa, pasando luego a L'Esquitx y La Campana de Gràcia.
Colaboró a partir de 1929 en Lecturas, El Hogar y la Moda y Algo y a partir de 1932 en Pocholo y K.K.O. En 1936 se incorporó al Sindicat de Dibuixants, centrándose en la realización de aucas de propaganda republicana.

### La postguerra (1940-1962)
Tras la guerra civil española, Jaime Juez Castellà tuvo que realizar el servicio militar obligatorio durante tres años como parte de la denominada quinta del saco. Trabajó luego como ilustrador de novelas para las editoriales Molino y Cliper y adaptándolas para la «Colección Historias» de Bruguera hasta que en 1960 recibió el encargo de entintar los lápices de Francisco Darnís en El Jabato. 

### El mercado exterior (1962-)
A partir de 1962 y a través de Selecciones Ilustradas, Jaime Juez Castellà realizó para el mercado francés las series Ogan, Caribú y sobre todo Oliver (1963), de la que llegó a realizar hasta cuatro páginas diarias. Entre 1969 y 1974, produjo también cómics de terror para la Skywald estadounidense y para diferentes agencias.

### Joyas Literarias Juveniles (1975-1981)
Durante sus últimos años de actividad profesional, se centró en dibujar adaptaciones para la colección «Joyas Literarias Juveniles».

## Obra
Historietística
| Años      | Título | Guionista                    | Tipo                                        | Publicación                                   |
| --------- | --- | ---------------------------- | ------------------------------------------- | --------------------------------------------- |
| 1932      | Black, el perro noble |                              | Serie                                       | "KKO" (Guerri)                                |
| 1936      | Dick Turpin |                              | Serie                                       | "Pocholo" (S. Vives)                          |
| 1942      | David Copperfield |                              | Serial                                      | Cliper                                        |
|           | El matrimonio Cocovi. La pareja atribulada                                                                                                 |                              | Tomo único                                  | Toray                                         |
| 1944      | Cumbres borrascosas |                              |                                             | "Leyendas Infantiles" (Teodoro Delgado)       |
| 1944      | Martín Rollán |                              | Serial                                      | Tres Pingüínos, 1944                          |
| 1946      | Chacho, el pequeño héroe |                              | Serial                                      | Toray                                         |
|           | Estrellita |                              |                                             | Toray                                         |
|           | Margari |                              |                                             | Toray                                         |
| 1949      | Don Zambudio |                              | Serie                                       | "Pulgarcito"                                  |
| 1951      | Hojas de la vida de Toñito y Lolita |                              |                                             | Toray                                         |
|           | Genoveva de Brabante, María Antonieta, Cleopatra, Juana de Arco, Quo Vadis                                                                 | Salvador Dulcet              | Series                                      | "Colección Azucena" (Toray)                   |
| 06/1955   | Falsa acusación |                              | Historieta autoconclusiva                   | "Bisonte Extra Ilustrada" (Bruguera)          |
| 1955-1961 | La Isla del Tesoro, Fabiola, Mujercitas, Un viaje a la Luna, Buffalo Bill, Hombrecitos, Quintin Durward, "El último mohicano, Los vikingos | Jesús Flores-Thies           |                                             | "Historias" (Bruguera)                        |
| 09/1961   | El gran premio |                              | Historieta autoconclusiva                   | "Sissi" n.º 187 (Bruguera)                    |
| 1960      | |                              |                                             |                                               |
| 1963      | Oliver |                              | Serie                                       | Imperia                                       |
|           | Vudu | Andreu Martín                | Historieta autoconclusiva                   |                                               |
| 1972      | El injerto |                              | Historieta autoconclusiva (Agencia Comundi) | "Zombie" (Ediciones Petronio)                 |
| 1972      | Cada cerdo tiene su San Martín | Enrique Sánchez Abulí        |                                             | "Terror Gráfico" (Ursus ediciones)            |
| 1975      | La vuelta al mundo de dos pilletes | José Antonio Vidal Sales     |                                             | Joyas Literarias Juveniles (Bruguera)         |
|           | El lago de los ensueños |                              |                                             | Joyas Literarias Juveniles (Bruguera)         |
|           | Las aventuras de Tom Sawyer |                              |                                             | Joyas Literarias Juveniles (Bruguera)         |
|           | Las tribulaciones de un chino en China | Juan Manuel González Cremona |                                             | Joyas Literarias Juveniles (Bruguera)         |
| 12/1980   | Guy Mannering |                              |                                             | Joyas Literarias Juveniles n.º 229 (Bruguera) |

Ilustración